# Сказання про Рустама
«Сказання про Рустама» (тадж. Достони Рустам) — радянський художній фільм 1971 року, перша частина історичної кінотрилогії по епічній поемі Фірдоусі «Шах-наме». Знятий на студії «Таджикфільм», режисер Бенцион Кімягаров.

## Сюжет
Епічне сказання про подвиги легендарного давньоіранського богатиря Рустама — сміливого воїна, готового завжди прийти на допомогу тому, хто її потребує. На екрані герої епосу: співак, що говорить правду жорстокому повелителю, і дев, що постійно міняє свої обличчя.

## У ролях
- Бімболат Ватаєв —  Рустам
- Світлана Норбаєва —  Тахміна
- Отар Коберідзе — Кавус
- Алім Ходжаєв —  поет
- Махмуджан Вахідов —  дев Тулад
- Мухаммеджан Касимов —  Заль
- Нозукмо Шомансурова —  Рудабе
- Гіві Тохадзе —  Тус
- Таріель Касимов —  Гів
- Гіві Джаджанідзе —  Гударз
- Герман Нурханов —  Тувалд
- Гія Кобахідзе —  Гургін
- Ходжакулі Рахматуллаєв —  Калаф
- Марьям Ісаєва —  служниця
- Гульсара Абдуллаєва —  молода мати
- Раззак Хамраєв —  Хуман

## Знімальна група
- Режисер — Бенцион Кімягаров
- Сценарист — Григорій Колтунов
- Оператор — Давлатназар Худоназаров
- Композитор — Аріф Меліков
- Художник — Шавкат Абдусаламов